# Midmar Nature Reserve
Das Naturschutzgebiet Midmar Nature Reserve liegt 24 Kilometer von Pietermaritzburg und 7 Kilometer von Howick entfernt in der südafrikanischen Provinz KwaZulu-Natal. Verwaltet wird das Schutzgebiet vom Ezemvelo KZN Wildlife.
Das 1000 Hektar große Schutzgebiet beheimatet Kuhantilopen, Weißschwanzgnus, Buntböcke, Springböcke, Riedböcke, Bleichböckchen, Zebras und zahlreiche Wasservögel. Da größere Raubtiere fehlen, kann das Gebiet nicht nur im PKW, sondern auch zu Fuß erkundet werden. Es gibt hier auch eine Kolonie des gefährdeten Südafrika-Kronenkranichs.
Der aufgestaute Umgeni River bildet einen See im Schutzgebiet, welcher von Wochenendseglern, Windsurfern und Anglern aus der näheren Umgebung frequentiert wird.
Jeden Februar findet hier die so genannte Midmar Mile statt. Es handelst sich um den größten Binnenland-Schwimmwettbewerb der Welt. Die ursprünglich recht lokale Veranstaltung hat sich seit dem ersten Rennen von 1974 mit 153 Teilnehmern über 5027 Teilnehmer 1994 auf über 16.000 Teilnehmer im Jahr 2003 entwickelt.